# Tomomi Abiko
Tomomi Abiko (我孫子 智美?, Abiko Tomomi; Kusatsu, 17 marzo 1988) è un'astista giapponese, detentrice dei record giapponesi della disciplina.

## Record nazionali
- Salto con l'asta: 4,40 m ( Osaka, 9 giugno 2012)
- Salto con l'asta indoor: 4,33 m ( Kosai, 23 febbraio 2013)

## Palmarès
| Anno | Manifestazione             | Sede        | Evento           | Risultato | Prestazione | Note |
| ---- | -------------------------- | ----------- | ---------------- | --------- | ----------- | ---- |
| 2005 | Mondiali allievi           | Marrakech   | Salto con l'asta | 10ª       | 3,80 m      |      |
| 2006 | Mondiali juniores          | Pechino     | Salto con l'asta | 7ª        | 4,00 m      |      |
| 2009 | Giochi dell'Asia orientale | Hong Kong   | Salto con l'asta | Bronzo    | 3,90 m      |      |
| 2010 | Giochi asiatici            | Canton      | Salto con l'asta | Bronzo    | 4,15 m      |      |
| 2011 | Campionati asiatici        | Kōbe        | Salto con l'asta | nm        | nm          |      |
| 2012 | Giochi olimpici            | Londra      | Salto con l'asta | 19ª (q)   | 4,25 m      |      |
| 2014 | Campionati asiatici indoor | Hangzhou    | Salto con l'asta | Oro       | 4,30 m      |      |
| 2014 | Giochi asiatici            | Incheon     | Salto con l'asta | Argento   | 4,25 m      |      |
| 2015 | Campionati asiatici        | Wuhan       | Salto con l'asta | Bronzo    | 4,20 m      |      |
| 2016 | Campionati asiatici indoor | Doha        | Salto con l'asta | Bronzo    | 4,15 m      |      |
| 2017 | Campionati asiatici        | Bhubaneswar | Salto con l'asta | nm        | nm          |      |